# Helen Silving-Ryu
Helen Silving-Ryu (geboren als Henda Silberpfennig; 8. März 1906 in Krakau, Österreich-Ungarn; gestorben 26. Februar 1993 in San Diego) war eine polnisch-amerikanische Juristin.

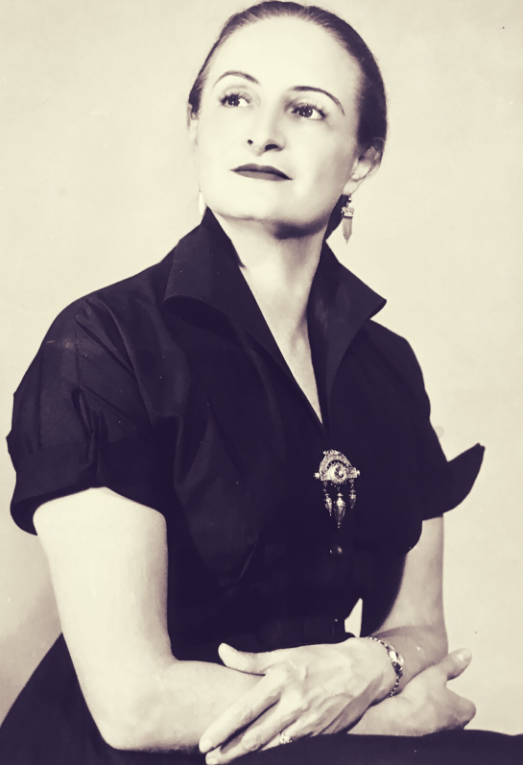
Helen Silving-Ryu (1968)

## Leben
Henda Silberpfennig war eine Tochter des Unternehmers Szaje Silberpfennig und
der Salomea Bauminger, ihre Schwester Judith Kestenberg wurde Psychoanalytikerin. Sie wuchs in Tarnów und in Baden bei Wien auf und machte die Matura in Tarnów. Sie studierte Rechts- und Staatswissenschaften bei Hans Kelsen an der Universität Wien und wurde 1929 zur Dr. phil promoviert und 1936 zur Dr. jur. Als polnische Staatsangehörige war ihr der Vorbereitungsdienst in Österreich verwehrt, eine Einbürgerung war für Frauen ausgeschlossen. Nach dem Anschluss Österreichs floh sie 1938 nach Polen und es gelang ihr im März 1939 die Einreise in die USA. Ihr Vater wurde Opfer des Holocaust.
Sie amerikanisierte ihren Namen zu Helen Silving. Sie arbeitete für zwei Jahre als Hochschulassistentin beim ebenfalls emigrierten Hans Kelsen an der Harvard University und studierte danach nochmals Rechtswissenschaften an der Columbia University mit einem Abschluss im Jahr 1944 als LLB und erwarb mit der amerikanischen Staatsbürgerschaft auch die Voraussetzung für die Zulassungsprüfung zur Rechtsanwaltskammer im Staat New York. Sie arbeitete für den „New York Council of Jewish Women“ und zwei Jahre für das Justizministerium im „Office for Alien Property“, das sie in die amerikanische Zone Deutschlands schickte, um dort Rückerstattungsfälle zu verhandeln. Auf Vermittlung von Kelsen erhielt sie 1956 eine Stelle als Professorin für Strafrecht an der Universität von Puerto Rico und beriet den Staat bei seiner Strafrechtsreform. Silving forschte als Rockefeller-Stipendiatin an der Yale University und als Fulbright-Stipendiatin an der Seoul Nationaluniversität.
Silving heiratete 1957 den koreanischen Strafrechtsprofessor Paul K. Ryu (1915–1998), der christlich-protestantischen Glaubens war. Sie gaben gemeinsam einige Schriften heraus. 1976 erhielten beide noch einen Ruf an die Law School der University of California, San Diego.
Silving-Ryu publizierte zu verschiedenen Aspekten des Strafrechts und Strafprozessrechts und zum internationalen Strafrecht. Als Sprachen beherrschte sie Polnisch, Deutsch, Hebräisch, Latein, Englisch und Französisch, sie hatte Kenntnisse im Italienischen und unterrichtete und forschte in Puerto Rico in spanischer Sprache.

## Schriften (Auswahl)
- Immigration Laws of the United States. New York: Oceana Publications, 1948
- The Twilight Zone of Positive and Natural Law. In: California Law Review 43/3 (1955), S. 477–513
- Nationality in Comparative Law. In: American Journal of Comparative Law 5/3 (1956), S. 410–442
- In re Eichmann: A Dilemma of Law and Morality. In: American Journal of International Law 55/2 (Apr. 1961), S. 307–358
- The lasting value of Kelsenism, in: Salo Engel, Rudolf A. Métall (Hrsg.): Law, state and international legal order : essays in honor of Hans Kelsen. Knoxville : Univ. of Tennessee Press, 1964, S. 297–306
- Paul K. Ryu; Helen Silving: Nullum Crimen Sine Actu. Eine Studie zum Deliktsaufbau. In: Zeitschrift für die gesamte Strafrechtswissenschaft, 1967, S. 669–680 (zuerst 1964 in Englisch, deutsche Fassung von den Autoren)
- Essays on mental incapacity and criminal conduct. Springfield/Illinois: Charles E. Thomas, 1967
- Constituent elements of crime. Springfield/Illinois: Charles E. Thomas, 1967
- Sources of law. Buffalo, NY: Hein, 1968
- Criminal justice. Buffalo, NY: Hein, 1971
- Paul K. Ryu; Helen Silving: Memoirs. New York: Vantage Press, 1988